# Union Douala

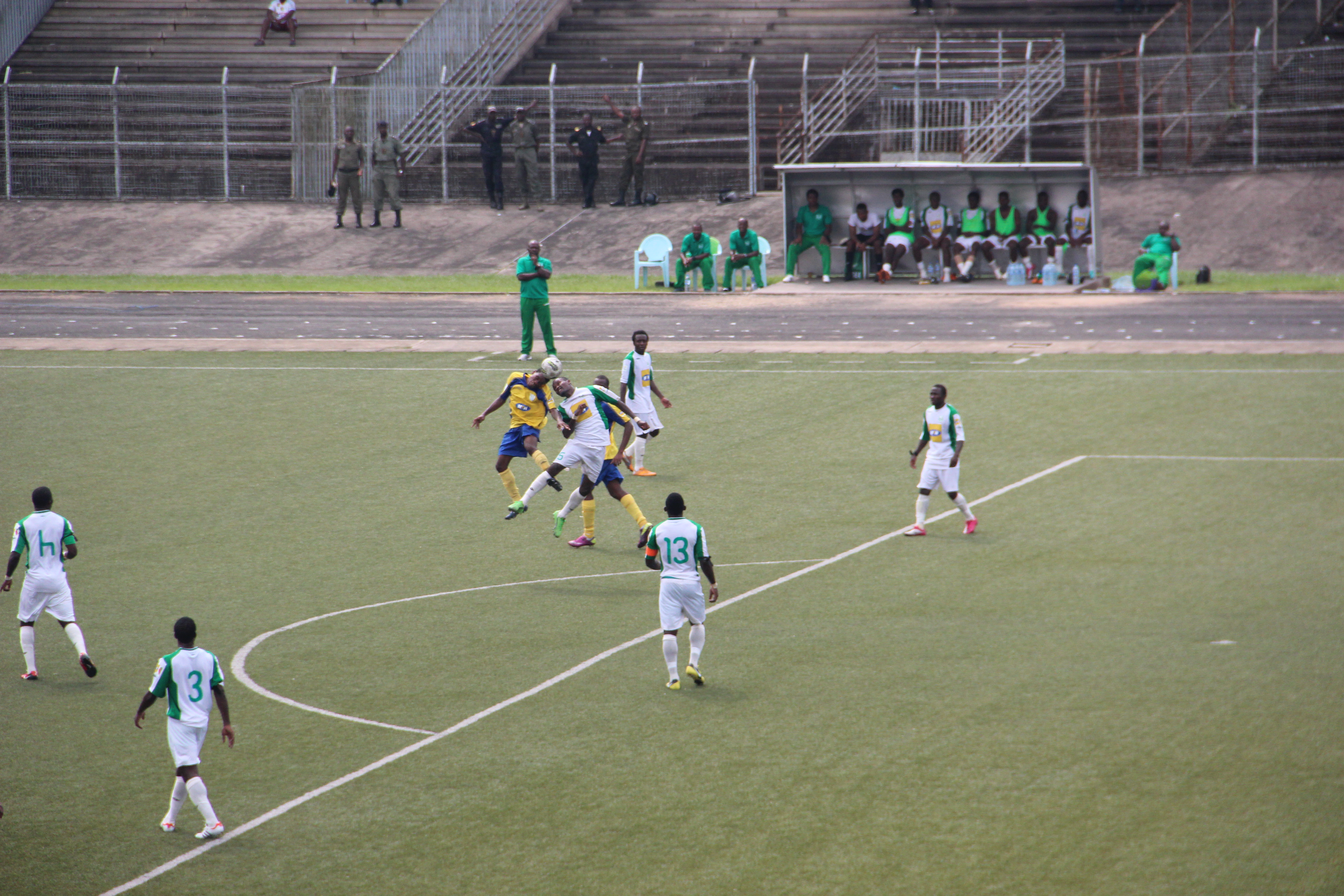
Union Douale tegen Sable Batie in 2013

Union Douala is een Kameroense voetbalclub uit Douala. De club werd opgericht in 1957. De club was al erg succesvol op nationaal vlak maar kon ook al 2 trofeeën binnen halen op internationaal vlak. De club nam in Douala de fakkel over van Oryx Douala die in de jaren 60 erg succesvol was.

## Erelijst
- Première Division: 1969, 1976, 1978, 1990, 2012
- Cameroon Cup/Coupe du Cameroun: 1954 (als Jeunesse Bamiléké), 1961, 1969, 1980, 1985, 1997, 2006
- African Cup of Champions Clubs: 1979
- African Cup Winners' Cup: 1981

Aigle Royal Menoua ·
APEJES Academy ·
Bamboutos FC ·
Canon Yaoundé ·
Cotonsport Garoua · 
CS Dja et Lobo · 
Dragon Yaoundé · 
Eding Sport · 
Feutcheu FC ·
Les Astres FC ·
Lion Blessé ·
New Star Douala ·
Racing FC Bafoussam ·
Stade Renard de Melong · 
Union Douala ·
Unisport Bafang ·
UMS de Loum ·
Young Sport Academy Bamenda